# Episodi de La squadra (settima stagione)
La settima stagione della serie televisiva poliziesca La squadra è andata in onda dall'8 febbraio al 7 dicembre 2006 su Rai 3. Da questa stagione compaiono i titoli per ciascun episodio.
| nº | Titolo                                | Prima TV Italia   |
| -- | ------------------------------------- | ----------------- |
| 1  | Rabbia giovane                        | 8 febbraio 2006   |
| 2  | Un cuore di ferro e cemento           | 15 febbraio 2006  |
| 3  | Angeli neri                           | 22 febbraio 2006  |
| 4  | L'inizio della fine                   | 1º marzo 2006     |
| 5  | La promessa                           | 8 marzo 2006      |
| 6  | ... E guerra sia!                     | 22 marzo 2006     |
| 7  | Muri di gomma                         | 29 marzo 2006     |
| 8  | La banalità del caso                  | 5 aprile 2006     |
| 9  | Il dono                               | 12 aprile 2006    |
| 10 | Bambini sperduti                      | 19 aprile 2006    |
| 11 | La testimone                          | 26 aprile 2006    |
| 12 | Doppia identità                       | 3 maggio 2006     |
| 13 | La resa dei conti                     | 4 maggio 2006     |
| 14 | Nessuno conosce nessuno               | 7 settembre 2006  |
| 15 | La profezia                           | 14 settembre 2006 |
| 16 | Ciro Matarazzo, investigatore privato | 21 settembre 2006 |
| 17 | Il passante non passerà               | 28 settembre 2006 |
| 18 | Il prezzo del coraggio                | 4 ottobre 2006    |
| 19 | Senza respiro                         | 11 ottobre 2006   |
| 20 | Menzogne e segreti                    | 18 ottobre 2006   |
| 21 | Vendetta                              | 25 ottobre 2006   |
| 22 | Un triplo gioco                       | 2 novembre 2006   |
| 23 | L'alchimista                          | 9 novembre 2006   |
| 24 | Dentro la tela del ragno              | 16 novembre 2006  |
| 25 | Trincee                               | 23 novembre 2006  |
| 26 | L'acqua che scorre                    | 7 dicembre 2006   |